# Eugen Noveanu
Eugen P. Noveanu (la naștere Novicicov) (12 februarie 1929 - 3 martie 2018) a fost un pedagog și lingvist român,  profesor la Universitatea din București,  cunoscut prin contribuțiile sale la predarea limbilor străine, mai ales a limbii ruse, și la folosirea calculatoarelor în pedagogie. 

## Biografie
Noveanu s-a născut 1929 ca Eugen Novicicov in localitatea Moara Nouă, în județul Soroca din Basarabia, azi Maramonovca în Raionul Drochia din Republica Moldova
Într-o primă perioadă a vieții sale s-a ocupat de didactica limbilor străine, a fost profesor de limba rusă și și-a închinat activitatea redactării de manuale și dicționare de limba rusă. 
Ulterior, ca cercetător la Institutul de Științe Pedagogice și Psihologice din Bucuresti și apoi în cadrul Universității din București și a Institutului de Științe ale Educației a făcut studii în domeniul psihopedagogiei experimentale, al metodologiei evaluării sistemelor educative, programării didactice, istoriei științelor educației etc. În anii 1982-1989 a fost nevoit să se confrunte cu desființarea de către regimul Nicolae Ceaușescu a Institutului de Științe Pedagogice și Psihologice din București. O parte din lucrările sale le-a semnat Eugen Novicicov, iar mai târziu și-a schimbat numele de familie în Noveanu. 
Noveanu a făcut parte din colegiul de redacție al Revistei de Pedagogie, și a colegiului de direcție al acesteia, alături de Viorel Nicolescu, Emil Păun și Ion Gheorghe Stanciu. A devenit conferențiar și apoi profesor la Universitatea din București, unde a predat, între altele, cursul de Instruire asistată de calculator.
A murit în anul 2018.

## Cărți
- 1994-2006 Limba rusă - manuale pentru clasele a 2-a până a-8-a.
- 1968 - Manualul profesorului de limba rusă
- 1968 - Predarea limbilor străine : probleme lingvistice si psihopedagogice
- 1974 - Tehnica programării didactice
- 1981 - Didactica limbilor moderne Metodologia cercetarii experimentale (Eugen P. Noveanu, Ligia-Iuliana Pana)  Editura Didactică și Pedagogică, București
- 1983 - Dicționar român rus/rus-român -Editura Științifică și Enciclopedică, București
- 1983 - Modele de instruire formativă la disciplinele fundamentale de învățământEditura Didactică și Pedagogică, București
- 2006 - 2008, 2016 -2019 (cu Dan Potolea) Științele educației , Dicționar enciclopedic, vol 1-2  editura Sigma, București
- 2008 - în colaborare cu Dan Potolea și alții - Informatizarea sistemului de învățământ: Programul S.E.I. Raport de cercetare evaluativă – EVAL SEI
- The Internet and the Changing Paradigm

### Traduceri
- Wilga M Rivers -  Formarea Deprinderilor de Limbă Străină  1977